# Dasychira pseudabietis
Dasychira pseudabietis är en fjärilsart som beskrevs av Butler 1885. Dasychira pseudabietis ingår i släktet Dasychira och familjen tofsspinnare. Inga underarter finns listade i Catalogue of Life.